# 청구 (진청시)

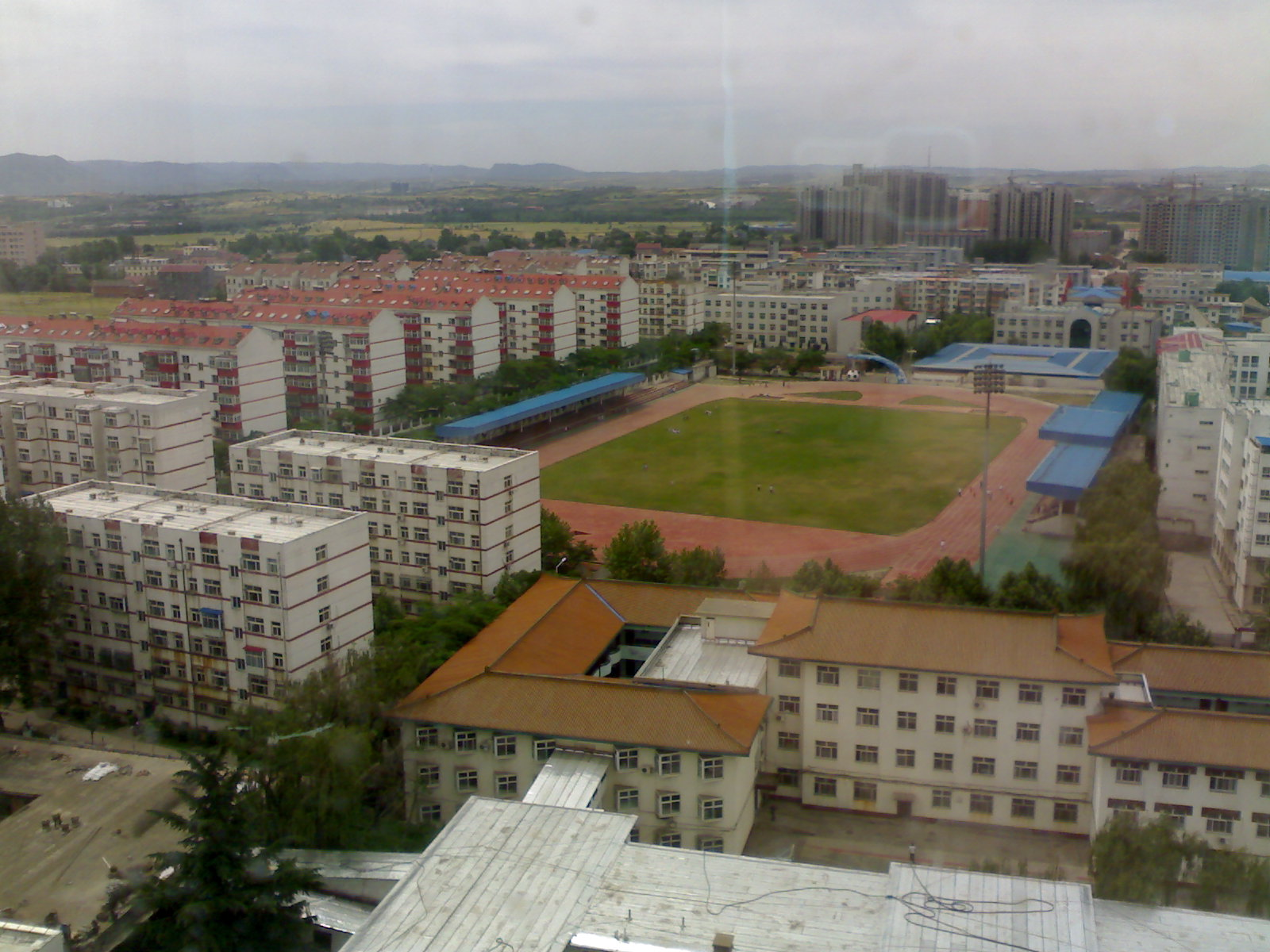

청구(중국어: 城区, 병음: Chéng Qū)는 중화인민공화국 산시성 진청시의 행정구역이다. 넓이는 141km2이고, 인구는 2007년 기준으로 330,000명이다.

## 행정 구역
8개 가도, 1개 진을 관할한다.
- 가도: 东街街道, 西街街道, 南街街道, 北街街道, 矿区街道, 钟家庄街道, 西上庄街道
- 진: 北石店镇